# Повіт Ханісіна
Пові́т Ханісіна (яп. 埴科郡, はにしなぐん, МФА: [haɲiɕina guɴ]) — повіт в префектурі Наґано, Японія.